# 佐藤鈴童
佐藤 鈴童（さとう れいどう、1923年〈大正12年〉12月9日 - 2010年〈平成22年〉8月14日）は、日本の南宋画家、尺八奏者。
本名は佐藤清八郎（さとう せいはちろう）。南宋画、篆刻の雅号は佐藤竹雲（さとう ちくうん）。
旧陸軍玄武隊（誠第十六飛行隊）パイロット。
戦後、琴古流長崎竹友会創立者・清田章童（きよた しょうどう）に師事し、1960年（昭和35年）から同会を主宰した。

## 略歴
- 1923年（大正12年）、長崎市で佐藤清十郎とタカノの間に生まれる。
- 1940年（昭和15年）4月1日、自ら志願し少年飛行兵第十期として東京陸軍航空学校に入校。
- 1941年（昭和16年）4月1日、熊谷陸軍飛行学校に入校。
- 1942年（昭和17年）11月30日、同校卒業。同日飛行第六十五戦隊に配属。
- 1946年（昭和21年）
  - 1月1日、復員下令。2月20日台湾基隆港出航、2月22日鹿児島港上陸。
  - 12月25日、三菱電機長崎製作所に入社。
- 1947年（昭和22年）6月22日、長崎竹友会に入門し、清田章童に師事。
- 1960年（昭和35年）8月4日、清田章童死去にともない、竹友会を承継し主宰者となる。
- 2010年（平成22年）8月14日、悪性リンパ腫のため死去。竹友会は大坪至童が承継。